# Киянка
Кия́нка — столярный молоток из дерева твёрдых пород.
Есть виды работ, в которых нужен более мягкий подход и не требуется большой силы. Распрямление пластин из металла, работа с долотами и стамесками, рукоятки которых имеют обжимное кольцо, сборка мебели — в таких видах работ и пригодится киянка. Пользование киянкой предохраняет рукоятки режущих инструментов от повреждений.
Внешним видом киянка похожа на молоток, только с увеличенным бойком. Еще одним отличием является то, что она сделана из дерева или резины, а не из металла. Боёк киянки может быть выполнен в форме прямоугольника или цилиндра. Белый резиновый боёк, в отличие от чёрного, не оставляет следов после своих ударов.
Слово «киянка» родственно слову «кий», изначально означавшему палку или дубину.

## Виды

### Простые типы киянок
- Киянка деревянная (используется при сборке, демонтаже, формовке различных материалов и конструкций)
- Киянка резиновая с деревянной или металлической ручкой (используется для работы с материалами, чувствительными к давлению)
- Молоток безынерционный (применяется для сборки мебели)

### Киянки специальные
- Столя́рная кия́нка — киянка, применяющаяся при долбёжных работах, выполняемых долотом и стамеской, а также для выбивания резцов при настройке строгальных инструментов.

Широкие бока бойка киянки делаются плоскими и параллельными друг другу, один из узких долевых бойков прямой, противоположный ему несколько закруглен плавной дугой, а торцовые бока опилены по отношению к оси ручки не параллельно ей, а под углом 6-7°.
- Слеса́рная кия́нка (или жестяницкая) применяется для правки листового металла, а также для фальцовки разных изделий из листового металла. Она отличается от киянки столярной более простой формой как бойка, так и ручки: боёк делается прямоугольной формы, а ручка — круглая, слегка суженная с одной стороны. В узкой части делается пропил, в который вставляется клинышек.

- Тока́рная кия́нка применяется для той же цели, как и киянка слесарная (жестяницкая), но отличается от неё по способу изготовления: как боёк, так и ручка у первой вытачиваются на токарном станке.

## Изготовление
Материал для киянки: граб, вяз, комлевая берёза и другие вязкие и тяжеловесные породы древесины. Для бойка — комлевая часть берёзы, с освоением полимерных материалов стал использоваться фторопласт; для ручки — обычная берёзовая древесина или древесина других плотных пород. Отделка: покрытие олифой.
Ручка вставляется не снизу, а сверху бойка[прояснить], со стороны закругленной грани, в сквозное отверстие, имеющее небольшую конусность. При этом условии боёк не может сорваться с ручки при работе, а наоборот, чем больше на конец ручки надвигается боёк, тем ручка сидит в нём прочнее.
Для того чтобы облегчить самую трудную техническую операцию при изготовлении киянки — долбление отверстия для ручки, — следует вначале просверлить сквозное отверстие сверлом 25 мм, затем расширить отверстие стамеской.

## Стандарты
- ГОСТ 19645—74 «Киянка формовочная с резиновыми бойками. Конструкция»

## Галерея
- Киянки каменщика из пластика, дерева и стали
- Железная киянка с медными гранями. Киянки медные с цельной головкой выпускаются с круглой или квадратной головкой.
- Алюминиевая киянка для мяса, для размягчения мяса
- Киянка для мяса.
- Варочная киянка для измельчения сельскохозяйственных культур.
- Набор инструментов индийского сапожника с железной киянкой